# Nestrius
Nestrius  (лат.) — род мелких жуков-слоников (долгоносиков) из подсемейства Cyclominae (Listroderini). Эндемики Новой Зеландии. Длина 2,8—5,0 мм. Рострум среднего размера, с дорзальными килями; глаза латеральные. 2-й членик жгутика усиков удлинённый. Пронотум субцилиндрический. Nestrius образует сестринскую группу с родами Falklandius-Lanteriella.
- Nestrius bifurcus Kuschel, 1964
- Nestrius cilipes Broun, 1909
- Nestrius crassicornis Broun, 1915
- Nestrius foveatus (Broun, 1893)
- Nestrius hudsoni Marshall, 1953
- Nestrius irregularis (Broun, 1910)
- Nestrius laqueorum Kuschel, 1964
- Nestrius ovithorax (Broun, 1893)
- Nestrius prolixus Broun, 1917
- Nestrius serripes Broun, 1893
- Nestrius sculpturatus (Broun, 1909)
- Nestrius simmondsi Broun, 1921
- Nestrius sulcirostris Broun, 1917
- Nestrius zenoscelis Broun, 1921